# El Cuayo
El Cuayo är en ort i Mexiko.   Den ligger i kommunen Zontecomatlán de López y Fuentes och delstaten Veracruz, i den sydöstra delen av landet, 170 km nordost om huvudstaden Mexico City. El Cuayo ligger 415 meter över havet och antalet invånare är 331.
Terrängen runt El Cuayo är kuperad, och sluttar österut. Runt El Cuayo är det ganska glesbefolkat, med 34 invånare per kvadratkilometer. Närmaste större samhälle är Xochiatipan de Castillo, 16,5 km nordväst om El Cuayo. I omgivningarna runt El Cuayo växer huvudsakligen savannskog.